# João Alfredo Correia de Oliveira
João Alfredo Correia de Oliveira (Ilha de Itamaracá, 12 de dezembro de 1835 — Rio de Janeiro, 6 de março de 1919) foi um político, abolicionista e monarquista brasileiro. Integrado no Partido Conservador esteve ligado à formulação da Lei do Ventre Livre e da Lei Áurea. Foi também o principal articulador da primeira lei universalizante sobre o registro civil no Brasil, em 1874.

## Vida
Foi deputado provincial, deputado geral e ainda Ministro dos Negócios do Império (ver gabinetes Pimenta Bueno e Rio Branco) duração esta que foi a mais longa de um ministro nesta pasta (digno de nota, já que à época, poucos mandatos ministeriais duraram mais que 18 meses).
Outros cargos ocupados incluem o de ministro da Agricultura, presidente do Conselho de Ministros (de 10 de março de 1888 a 7 de junho de 1889), conselheiro de Estado, presidente das províncias do Pará (2 de dezembro de 1869 a 17 de abril de 1870) e São Paulo (19 de outubro de 1885 a 26 de abril de 1886) e ainda senador, de 1877 a 1889.
Foi presidente do Conselho de Ministros (primeiro-ministro de D. Pedro II), de 10 de março de 1888 a 7 de junho de 1889. Foi chefe do governo e maior adversário de Joaquim Nabuco em Pernambuco. Seu ministério assegurou a aprovação parlamentar do projeto da Lei Áurea, sancionada pela Princesa Isabel, que exercia o cargo de regente do império em razão de viagem do Imperador à Europa.
Presidiu o Banco do Brasil, após a proclamação da república.

## O gabinete de 10 de março de 1888
Mais Informações: Gabinete João Alfredo
Foi presidente do Conselho de Ministros e simultaneamente ministro da Fazenda
- Ministério do Império: José Fernandes da Costa Pereira Júnior
- Ministério dos Estrangeiros: Antônio da Silva Prado, Rodrigo Augusto da Silva
- Ministério da Justiça: Ferreira Viana
- Ministério da Guerra: Tomás José Coelho de Almeida
- Ministério da Marinha: Luís Antônio Vieira da Silva
- Ministério da Viação e Obras Públicas: Rodrigo Augusto da Silva, Antônio da Silva Prado